# Philothermus aciculatus
Philothermus aciculatus is een keversoort uit de familie dwerghoutkevers (Cerylonidae). De wetenschappelijke naam van de soort werd in 1968 gepubliceerd door Lecordier.